# مدفع رشاش ثقيل

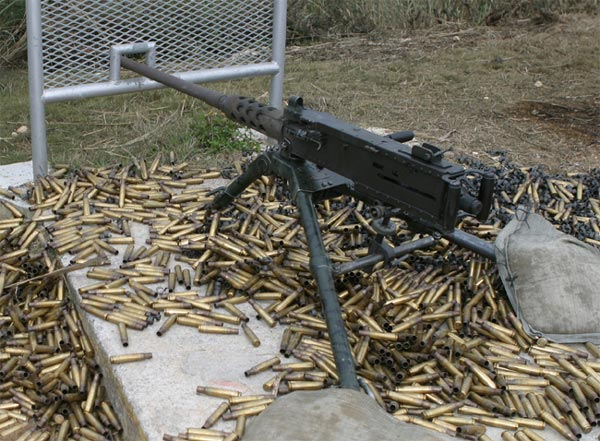
مدفع رشاش ثقيل.

مدفع رشاش ثقيل هي فئة من المدافع الرشاشة مما يعني خصائص أكبر من المدافع الرشاشة المتوسطة.